# گمینا ویشنگووا (استان لهستان کوچک‌تر)
گمینا ویشنگووا (استان لهستان کوچک‌تر) (به لهستانی:  Gmina Wiśniowa) یک گمینا در لهستان است که در شهرستان مشلنگتسه واقع شده‌است. گمینا ویشنگووا ۶۷٫۰۶ کیلومتر مربع مساحت و ۶٬۸۳۳ نفر جمعیت دارد.